# Godzilla 1980
Pour les articles homonymes, voir Godzilla.
Série Showa
Objectif Terre, mission apocalypse
(1972) Godzilla contre Mecanik Monster
(1974)
Pour plus de détails, voir Fiche technique et Distribution.
Godzilla 1980 ou  Godzilla contre Megalon (ゴジラ対メガロ, Gojira tai Megaro) est un film japonais réalisé par Jun Fukuda et sorti en 1973.

## Synopsis
Le roi de Seatopia, le monde marin, décide de conquérir le monde terrestre. Pour ce faire, il dérobe un robot, Jet Jaguar, et envoie le monstre Megalon. Godzilla s'interpose.

## Fiche technique
- Titre : Godzilla 1980
- Autre titre :  Godzilla contre Megalon
- Titre original : ゴジラ対メガロ (Gojira tai Megaro)
- Titre anglais :  Godzilla vs. Megalon
- Réalisation : Jun Fukuda
- Scénario : Jun Fukuda, Takeshi Kimura et Shinichi Sekizawa
- Musique : Riichiro Manabe
- Pays d'origine : Japon
- Langue : Japonais
- Format : Couleur
- Genre : Action et science-fiction
- Durée : 81 minutes
- Date de sortie :
  -  Japon : 17 mars 1973
  -  France : 27 octobre 1976

## Production
Le personnage de Jet Jaguar est issu d'un concours organisé par la Tōhō qui visait à créer un nouveau héros. Le concours fut remporté par un élève d'école primaire et son personnage originellement baptisé Red Arone devint Jet Jaguar.

## Diffusion
Godzilla 80 a eu droit en France à une sortie dans neuf cinémas parisiens et sept salles de la périphérie. À l'occasion, de grands pavés de presse reproduisant l'affiche ont été publiés aussi bien dans France Soir que dans Pariscope. De tous les Godzilla, seul King Kong contre Godzilla, sorti tardivement en juillet 1976, avait bénéficié d'un tel lancement, avec sept salles parisiennes et dix salles de banlieue.